# برايان ريدفرن
برايان ريدفرن (بالإنجليزية: Brian Redfearn)‏ هو لاعب كرة قدم بريطاني، ولد في 20 فبراير 1935 في برادفورد في المملكة المتحدة. لعب مع برادفورد سيتي وبلاكبيرن روفرز ودارلينجتون إف سى ونادي برادفورد بارك أفنيو.